# Лукашов, Михаил Трофимович
Михаил Трофимович Лукашов — советский военный и партийный деятель, организатор и участник партизанского движения в Великой Отечественной войне.

## Биография
Родился в 1917 году в деревне Уланово. Член КПСС.
Родился в крестьянской семье. Окончил неполную среднюю (семилетнюю) школу. В 1931 году вступил в комсомол. После окончания школы учился в Конотопском техникуме путей сообщения Сумской области.
В 1939—1941 годах — председатель Улановского сельского совета, помощник 1-го секретаря районного комитета КП(б)У и заведующий военным отделом Червоного районного комитета КП(б)в Сумской области.
Член ВКП(б) с 1940 года.
Во время Великой Отечественной войны один из организаторов партизанского движения на Сумщине — комиссар партизанского отряда Червоного района, затем — территориальный секретарь Сумского подпольного областного комитета КП(б)У и заместитель начальника оперативной группы по руководству партизанским движением в Сумской области. В боях был неоднократно ранен
В 1943—1944 годах — 1-й секретарь Путивльского районного комитета КП(б)У Сумской области.
В 1944—1949 годах — 1-й секретарь Ахтырского районного комитета КП(б)У Сумской области.
Депутат Верховного Совета Украинской ССР 2-го созыва.
На 1958 год — председатель Исполнительного комитета Бахмацкого районного Совета депутатов трудящихся Черниговской области.
До 1960 года — председатель Исполнительного комитета Срибнянского районного Совета депутатов трудящихся Черниговской области.
В 1960—1970 годах — 1-й секретарь Щорского районного комитета КПУ Черниговской области.
Делегат XXIII съезда КПСС.
После 1970 года — начальник бюро труда в городе Чернигове.
Умер в 1985 году.

## Награды
- Орден Ленина (дважды)
- Орден Отечественной войны I степени
- Орден Отечественной войны II степени
- Орден Трудового Красного Знамени (дважды)